# Association intercommunale pour le démergement et l'épuration
Pour les articles homonymes, voir AIDE.
L'Association intercommunale pour le démergement et l'épuration (AIDE) est une intercommunale liégeoise créée en 1928 à la suite des crues catastrophiques de la Meuse de l'hiver 1925-1926. Une réponse technique fut mise au point par Hector Biefnot, directeur des Travaux. Un réseau de conduites en béton armé reliées par des joints souples pour résister aux mouvements de terrain dus à l'affaissement minier et des stations de pompages dont les puisards plongent sous la surface de la nappe phréatique. Les travaux s'étendirent de 1931 à 1938. Depuis cette époque, l'AIDE assure le démergement des zones inondables fortement peuplées et industrialisées entre Seraing et Herstal. L'association gère et entretient des centaines de kilomètres de conduites et de nombreuses stations de pompage ainsi que, depuis 1977, des stations d'épuration.

## Les inondations de 1925-1926

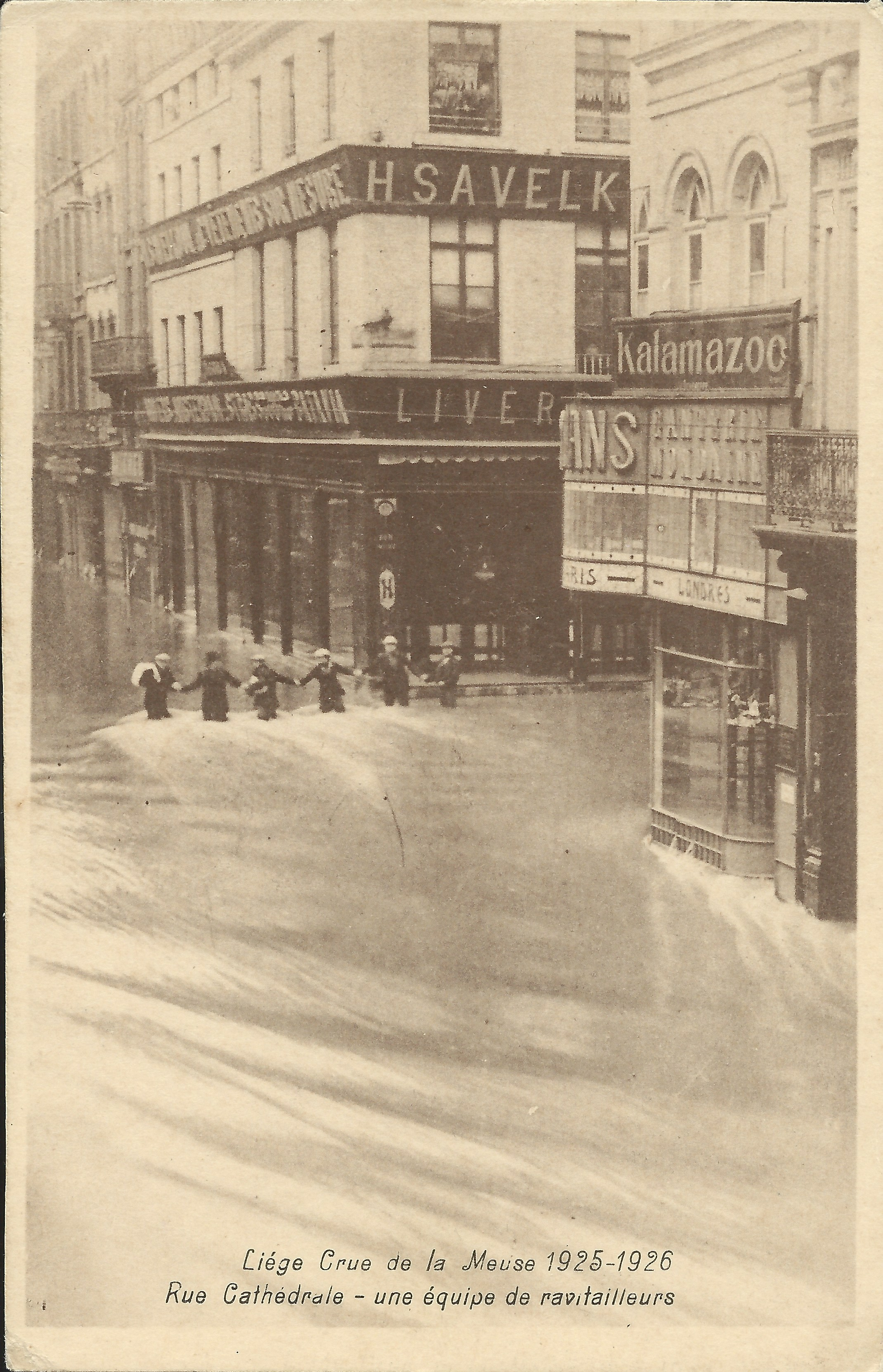
Inondation rue Cathédrale.

À la suite de l'exploitation minière (houille) et du non-remblayage des filons exploités, le niveau du sol le long de la Meuse autour de Liège s'est affaissé, le dénivellement atteignant plusieurs mètres en certains endroits (parfois entre 6 et 8 mètres).  D'importants travaux avaient déjà été réalisés au XIXe siècle pour faciliter le passage du fleuve dans la région : construction de digues, comblement du bras de la Sauvenière, creusement de la Dérivation (1853-1863)... Le 1er novembre 1925, les eaux montent subitement de 25-30 centimètres mais stagnent. La grande crue a lieu le 1er janvier 1926, des dégâts aux digues provoqués par la Première Guerre mondiale n'avaient pas encore été réparés lorsque les eaux commencèrent à monter...

### Marques montrant la hauteur des eaux
Outre Seraing et Herstal, qui ont le plus souffert, tout le centre de Liège fut inondé, de nombreux repères de crue, témoins du niveau atteint le 1er janvier 1926, sont encore visibles sur différents édifices. Il s'agit d'une plaque ou d'une gravure dans le mur avec l'inscription « (1er janvier) 1926 » et une flèche qui indique le niveau atteint par les eaux ou encore « 1926. CIrCUMCIsIonIs DIe hUC assUrglt aqUa ».

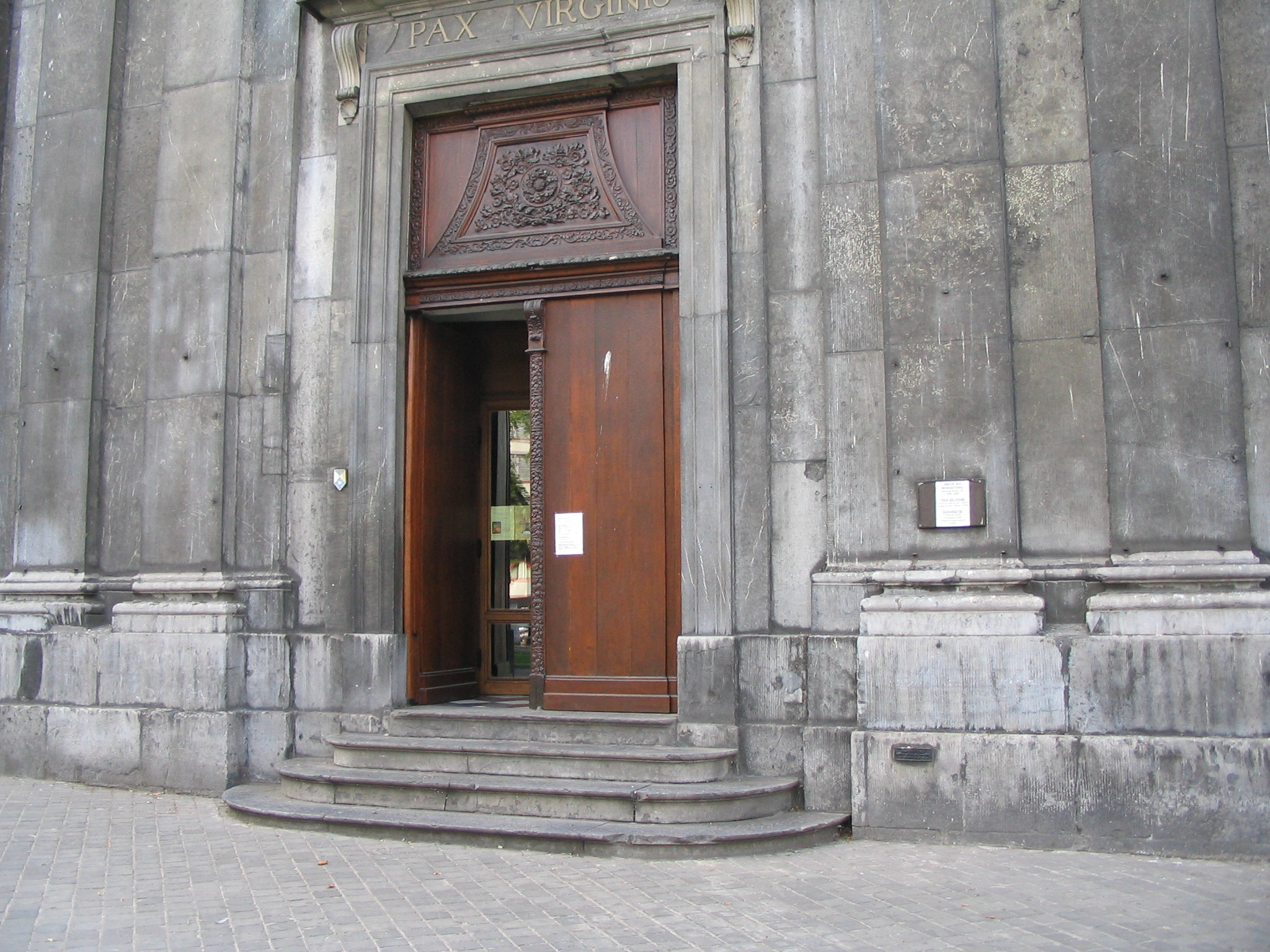
Bénédictines, boulevard d'Avroy.
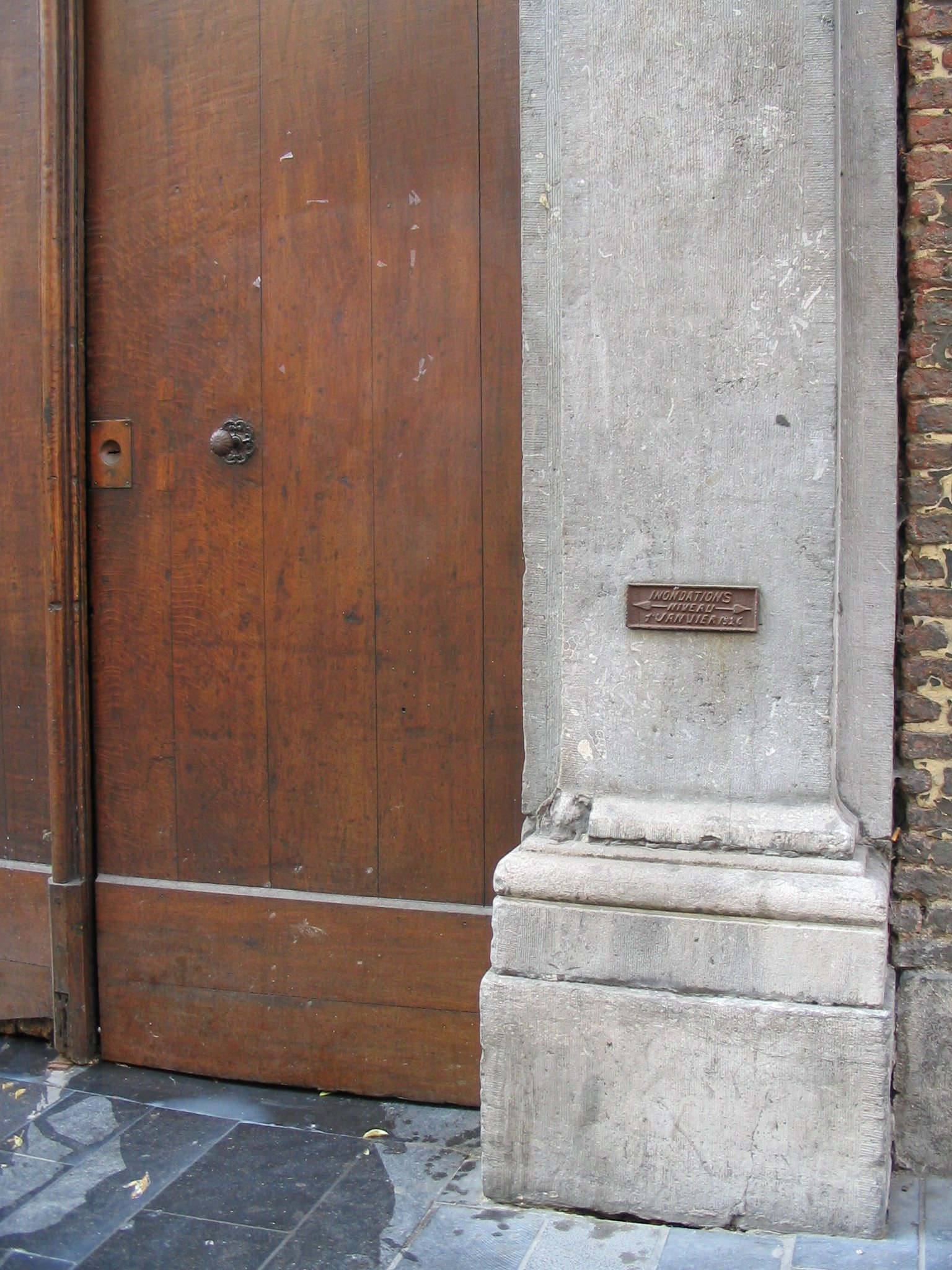
Saint-Denis, rue Cathédrale.
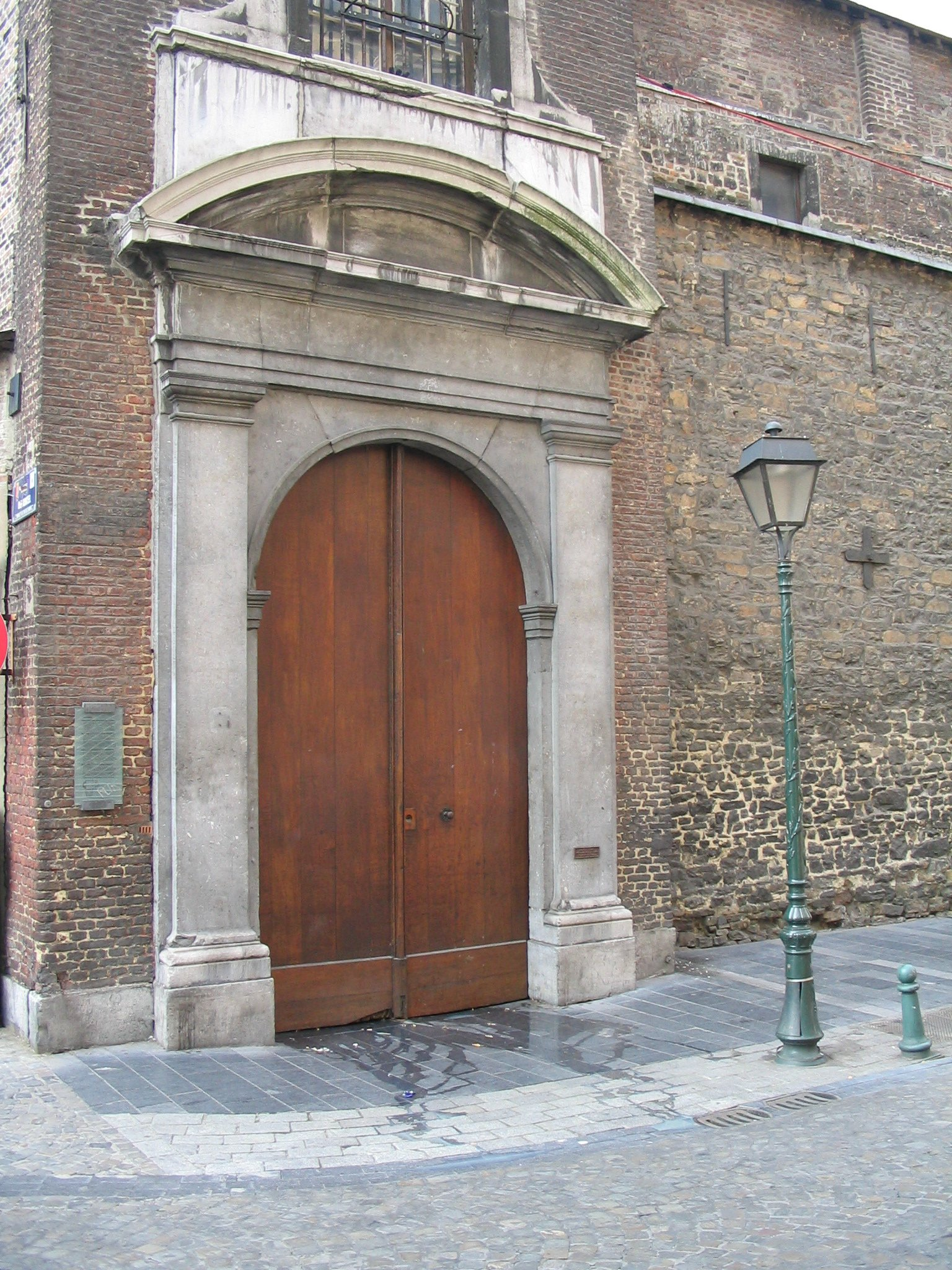
Saint-Denis, rue Cathédrale.
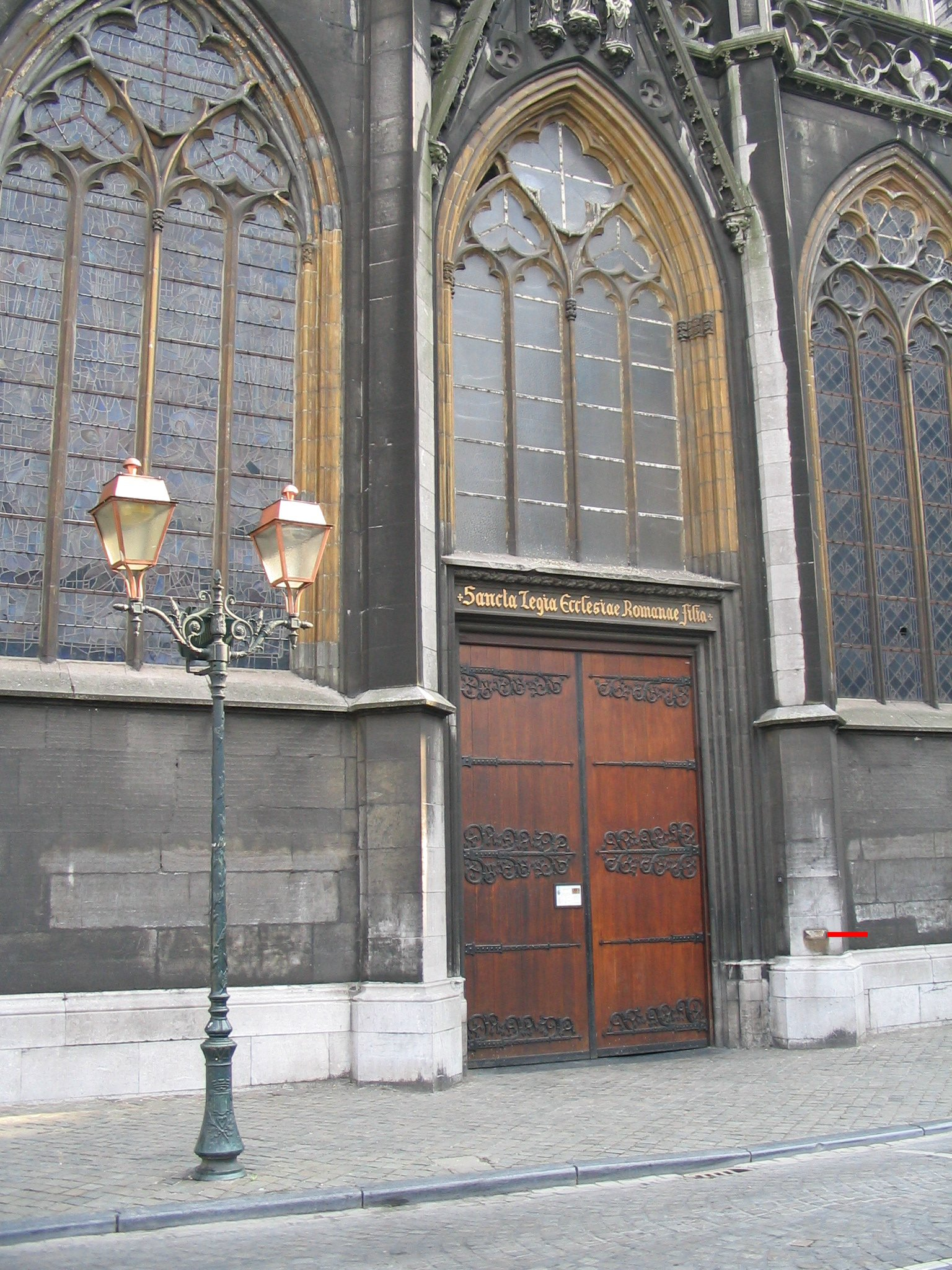
Saint-Paul, place Cathédrale.

Vingt repères de crues ont été recensés à Liège, en voici dix-sept :
Repères à l'entrée des églises :
- Ancienne abbaye Saint-Jacques
- Collégiale Saint-Denis
- Collégiale Saint-Jean-l'Évangéliste
- Abbaye de la Paix Notre-Dame
- Collégiale Saint-Jacques

Églises ayant eu un repère à l'entrée :
- Église Saint-Pholien
- Cathédrale Saint-Paul de Liège[5]

Sites indiquant plusieurs niveaux :
- Collégiale Saint-Denis : pilier sur lequel se trouve le chaire (1926 et 1726)
- Cathédrale Saint-Paul de Liège : dernier pilier à droite en venant du chœur (1643, 1740,1926 et 1571)
- Collégiale Saint-Jean-l'Évangéliste: dans le cloître (1740 et 1926)

Bâtiments publics possédant un repère de crue :
- Université de Liège, place du XX août[4]
- Aquarium Dubuisson

## Les stations de pompage

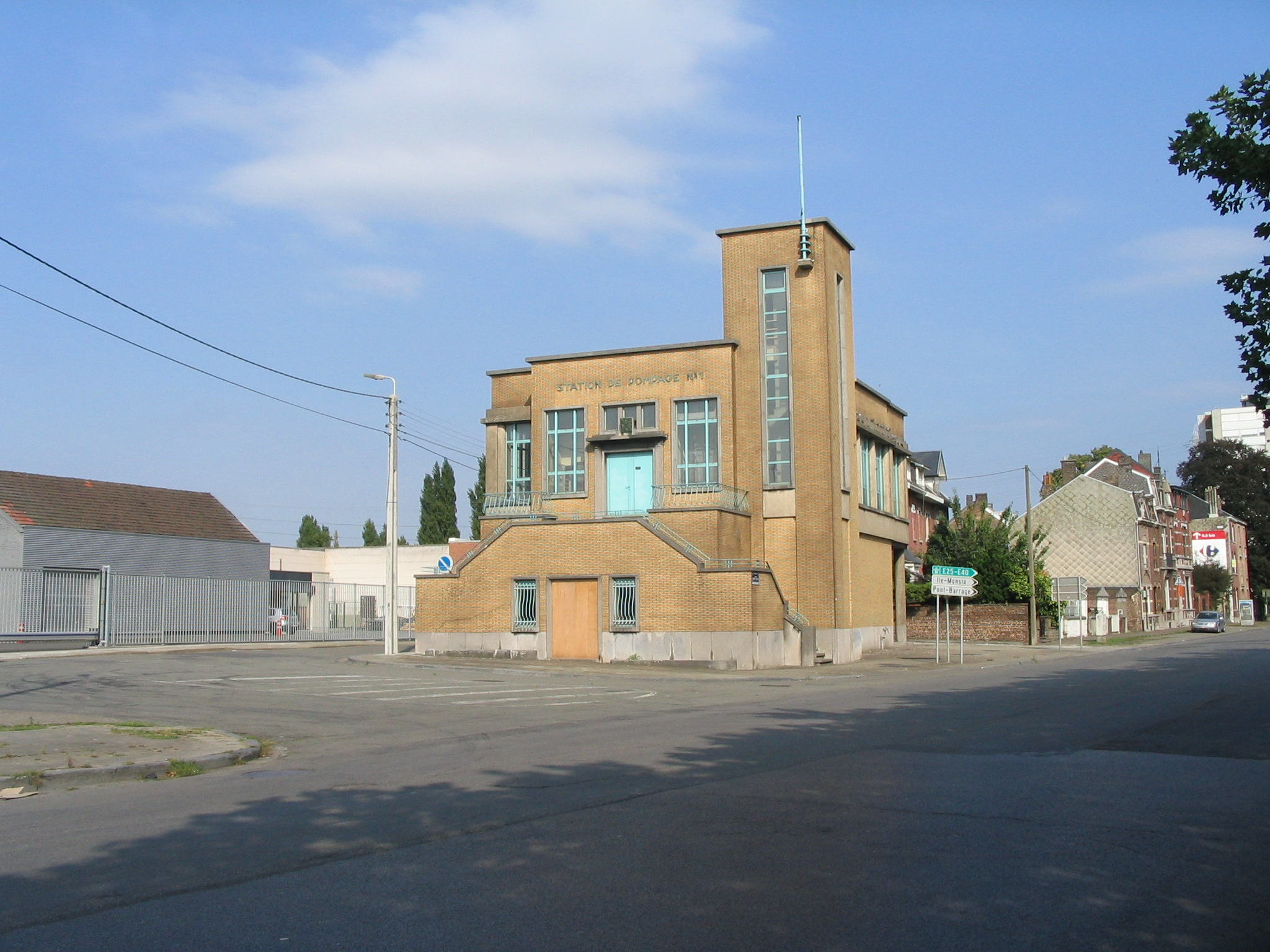
Station de pompage no 1 à Herstal. Architecte Joseph Moutschen

42 stations de pompage et de démergement longent la Meuse sur 23 kilomètres de Seraing à Herstal. Hors de Liège, sous laquelle l'exploitation du charbon fut, dès le XIVe siècle, interdite pour des raisons de stabilité des sols, ce pour préserver les nombreux édifices religieux, de nombreux quartiers se situent actuellement sous le niveau de la Meuse en aval et en amont du centre de Liège. 
La plupart des stations de pompages en amont de Liège ont été réalisées par l'architecte Joseph Moutschen.[réf. nécessaire]

## Bilan en 2007
- Les 30 stations de pompage permanentes ont évacué 27 236 661 m3.

- Les quatorze stations de pompage dont la mise en service est tributaire des niveaux de la Meuse et de l'Ourthe ont été utilisées lorsque les cotes d'alerte respectives furent atteintes. Elles ont évacué 2 534 135 m3.

## Les stations d'épuration
L'association gère 59 stations d'épuration ayant une capacité globale de près d'un million d'habitants. La principale, à Oupeye, en traite la moitié (446 500 équivalent-habitants).

### Station d'épuration de Oupeye

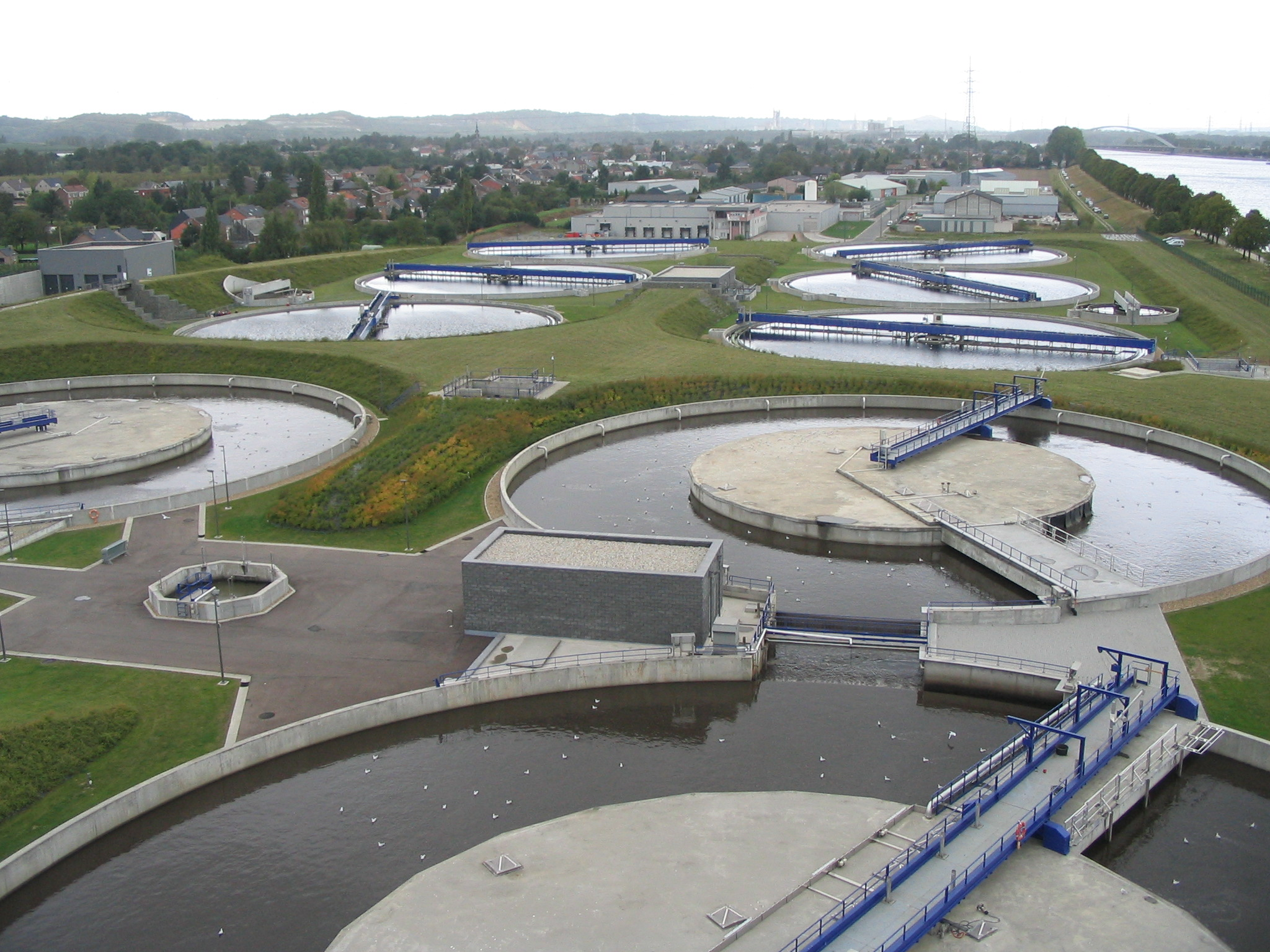
Vue des bassins biologiques et de décantation de la station d'épuration de Oupeye.

Le installations s'étendent sur un peu plus de 13 ha. Elle a une capacité maximum de 3,6 m3/s (1,8 m3/s nominal et 8 m3/s de traitement simplifié par temps de pluie). L'eau est remontée de 15 mètres avant de subir un dégrillage et un dessablage/déshuilage. Ces opérations sont confinées dans des bâtiments et les effluves odorants sont traités dans trois tours de lavage (acide sulfurique, javel, soude). L'eau subit ensuite un traitement biologique dans quatre grands bassins circulaires. En l'absence d'oxygène au centre, avec oxygénation en alternance à l'extérieur. À la sortie, du chlorure ferrique est ajouté à l'eau avant son entrée dans six grands bassins de décantation. Une partie des boues est recyclée dans les quatre bassins précédents, le reste est concentré par centrifugation sous le bâtiment principal. Elles sont actuellement incinérées, mais une valorisation (avec ajout de chaux) est prévue en agriculture. Le bâtiment principal, particulièrement soigné, a une vocation pédagogique et comporte une salle de projection de 150 places.  La station emploie 16 personnes. Les travaux de construction ont démarré en mai 2004 sur des terrains acquis en 1993 et elle a été mise en service fin 2007.